# Боксер, Максим Анатольевич
Максим Анатольевич Боксер (род. 8 июня 1967, Москва) — российский галерист, куратор, коллекционер, арт-дилер, эксперт по русской живописи и графике первой половины XX века.

## Биография
Родился 8 июня 1967 года в Москве.
В 2010 году основал галерею Ravenscourt Galleries. В 2014 году основал аукцион Maxim Boxer. Работал в дирекции художественной ярмарки «Арт-Миф» и аукционном доме «Альфа-Арт».
Работы из коллекции Максима Боксера участвовали в выставках в Государственной Третьяковской галерее, Русском музее.
В сентябре 2017 года в Москве в подвальной части дома по адресу Мансуровский переулок 10 Максим Боксер открыл арт-пространство «Перелётный кабак», в помещениях которого располагаются, помимо бара, два зала художественной галереи и книжный магазин «Порядок слов». Также в «Перелётном кабаке» базируется клуб Гилберта Честертона, учрежденный Натальей Трауберг.
Является аккредитованным экспертом по русской живописи и графике первой половины XX века.
Живёт и работает в Москве.